# 巴哈馬足球代表隊
巴哈馬國家足球隊是巴哈馬的國家足球代表隊，由巴哈馬足球協會管理，現時屬於國際足協及中北美洲及加勒比海足球協會成員國之一。巴哈馬至今仍未參加過任何國際大賽的決賽週，無論在世界盃及美洲金盃外圍賽階段從未取得過出線資格。

## 世界盃成績
- 1930年 至 1994年 - 未能參加
- 1998年 - 放棄參賽
- 2002年 至 2010年 - 外圍賽出局
- 2014年 - 放棄參賽
- 2018年 - 外圍賽出局